# Zdeněk Vostracký
Zdeněk Vostracký (15. května 1941 Plzeň – 16. května 2023) byl český vysokoškolský pedagog, který v letech 1998–2004 působil jako rektor Západočeské univerzity v Plzni.

## Životopis
Zdeněk Vostracký se narodil 15. května 1941 v Plzni. V roce 1959 ukončil Střední průmyslovou školu elektrotechnickou v Plzni. V roce 1964 absolvoval s vyznamenáním fakultu elektrotechnickou Vysoké školy strojní a elektrotechnické. Po dokončení studia působil ve Škodě Plzeň jako konstruktér elektrických přístrojů pro vysoké napětí a elektrickou trakci. Vědecké zaměření je na sdružené úlohy fyziky vysokoteplotního plazmatu, elektrického pole, transonické proudění, mechaniku uplatněné při konstrukci vysokonapěťových přístrojů do 420 000 V a přístrojů elektrických lokomotiv. V roce 1990 byl zvolen předsedou Rady pracujících a pak do roku 1992 byl předsedou Dozorčí rady a pak předsedou Představenstva ŠKODA a.s. (37 000 zaměstnanců). Od roku 1967 působil jako externí vyučující na své Alma Mater. V roce 1976 získal titul kandidáta věd. V roce 1981 dokončil pedagogicko-psychologické studium v Praze. V roce 1988 získal na fakultě elektrotechnické ČVUT v Praze titul doktora věd. Slavnostního jmenování profesorem se dočkal v roce 1990.
V letech 1992–1993 byl vedoucím Ústavu managamentu na Západočeské univerzitě v Plzni. V roce 1997 byl zvolen předsedou Akademického senátu ZČU. V letech 1998–2004 pak byl jejím rektorem. Ve vedení Západočeské univerzity setrval až do roku 2005 ve funkci prorektora. Působil jako člen čtyř Vědeckých rad (ČVUT a UK v Praze, ZČU a LF UK v Plzni).
Přednášel na zahraničních univerzitách a konferencích ve 13 zemích, je autorem či spoluautorem šesti knih, čtyř skript a více než 120 odborných článků a 36 vynálezů (9 bylo přijato v zahraničí). V roce 2001 obdržel na londýnské Brunel University titul čestný doktor věd .  Byl Senior member světové organizace Institute of Electrical and Electronics Engineers a mezinárodní organizace CIGRE. Byly mu uděleny,Medaile Ministerstva školství, mládeže a těl. 1. Stupně za vynikající pedagogickou činnost (2012) a Medaile prof. Lista „Za zásluhy o rozvoj české energetiky“, Český Svaz zaměstnavatelů energetiky (2014) a byly mu uděleny Medaile Ministerstva školství, mládeže a těl. 1. Stupně za vynikající pedagogickou činnost (2012) a Medaile prof. Lista „Za zásluhy o rozvoj české energetiky“, Český Svaz zaměstnavatelů energetiky (2014).
V roce 2004 kandidoval za ODS do Evropského parlamentu. Na kandidátce byl na desátém místě a nebyl zvolen. V politice se chtěl zaměřit především na školství a zvláště podpořit výzkum a technické obory. V roce 2017 kandidoval jako nestraník na kandidátce ODA v parlamentních volbách ČR. Na kandidátce byl na prvním místě a nebyl zvolen.